# San Pedro Bercianos
San Pedro Bercianos ist eine Gemeinde (Municipio) mit 226 Einwohnern (Stand: 2024) in der Provinz León der Autonomen Gemeinschaft Kastilien-León. Neben dem Hauptort San Pedro Bercianos gehört die Ortschaft La Mata del Páramo zur Gemeinde. 

## Geographie
San Pedro Bercianos liegt etwa 30 Kilometer südsüdwestlich von León in einer Höhe von ca. 825 m.

## Bevölkerungsentwicklung
| Jahr        | 1900 | 1950 | 1970 | 1981 | 1991 | 2001 | 2011 | 2021 |
| ----------- | ---- | ---- | ---- | ---- | ---- | ---- | ---- | ---- |
| Einwohner   | 544  | 752  | 702  | 509  | 412  | 366  | 273  | 226  |
| Quelle: INE |      |      |      |      |      |      |      |      |

## Sehenswürdigkeiten

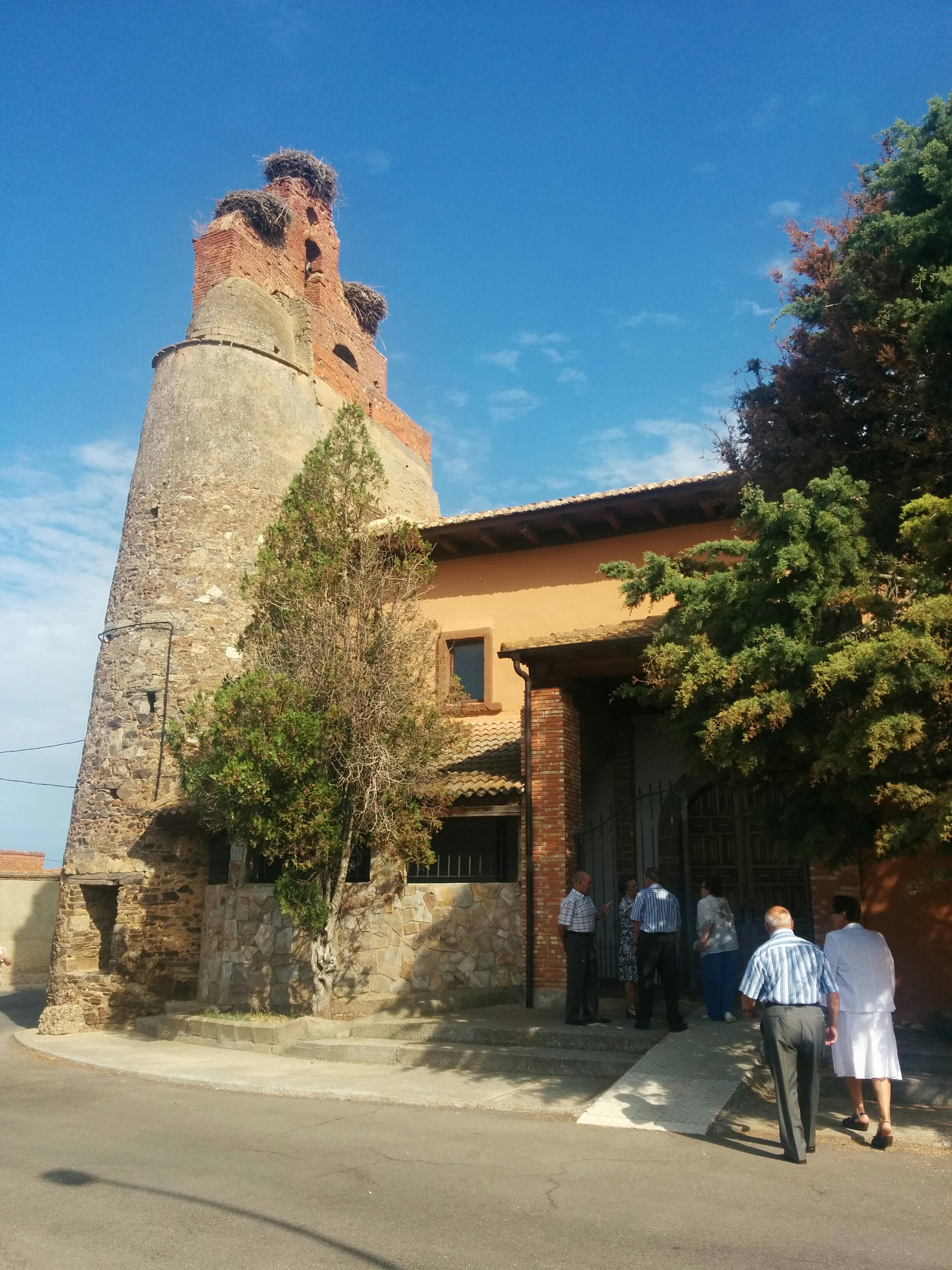
Kirche
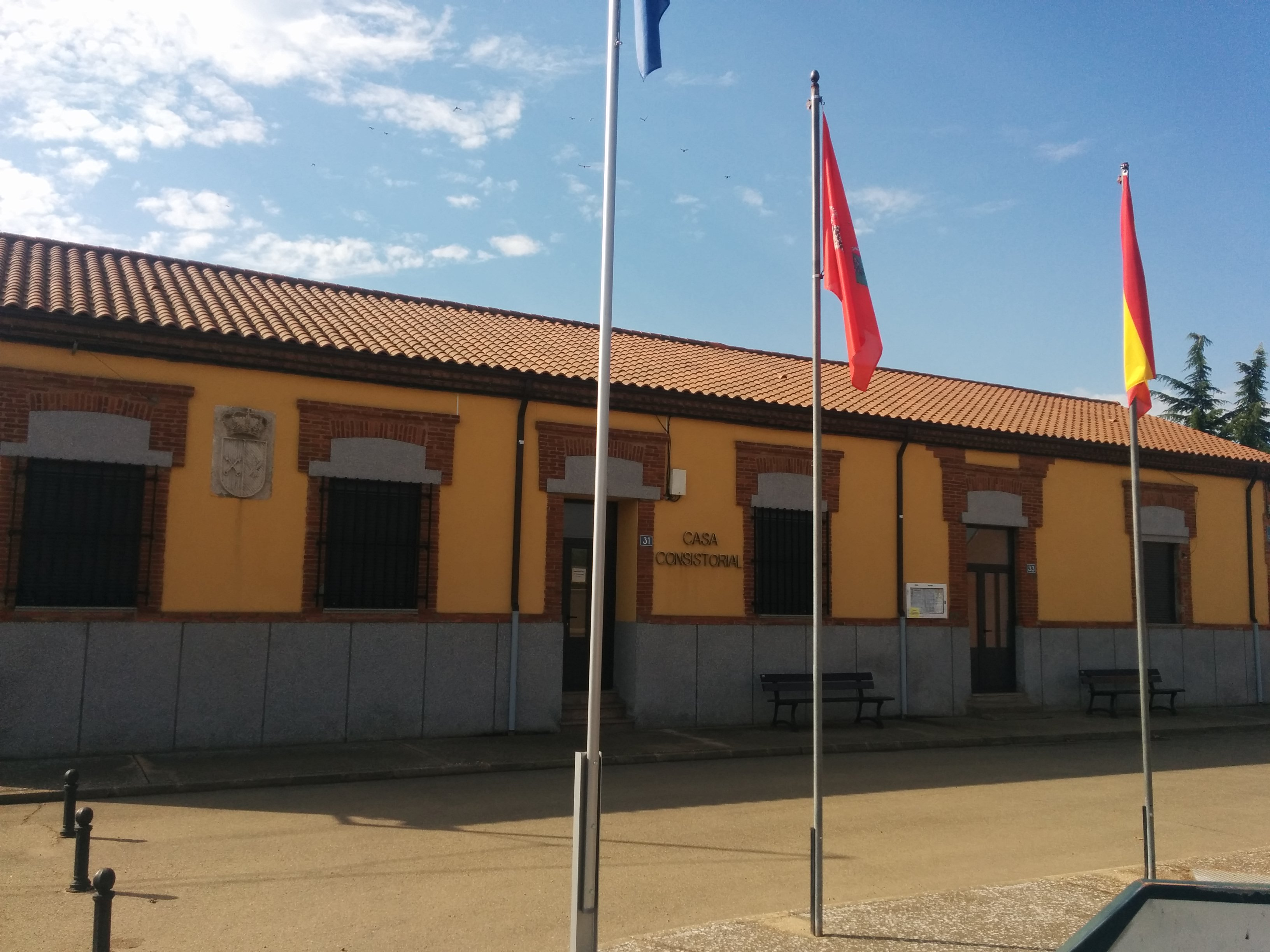
Rathaus

- Kirche
- Rathaus